# Maestro della Madonna di Oropa
Il Maestro della Madonna di Oropa (XIII secolo – XIV secolo), fu uno scultore e intagliatore valdostano attivo tra la fine del XIII secolo e gli inizi del XIV secolo in Valle d'Aosta e in Piemonte.

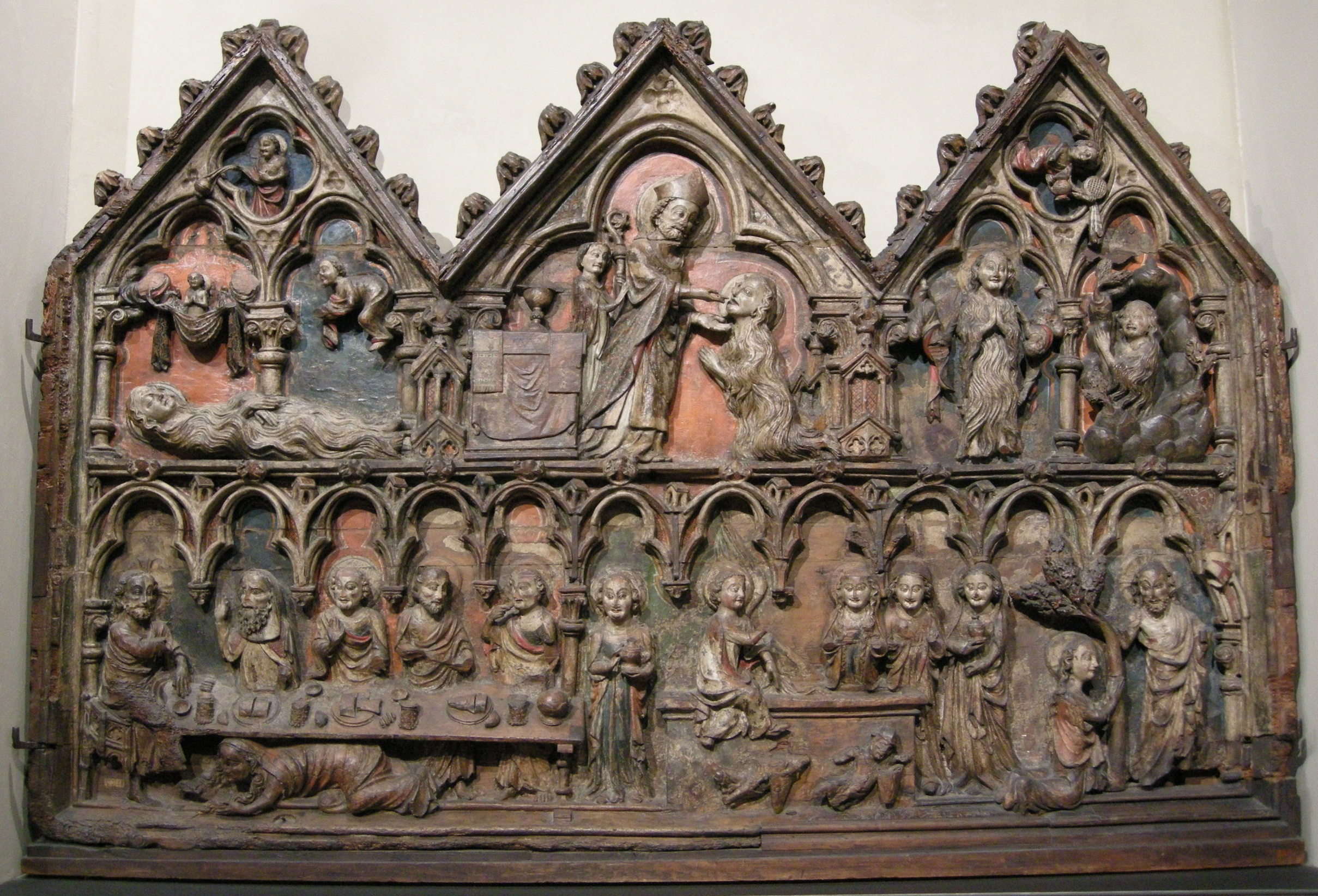
Una ancona attribuita alla bottega del maestro (1295-1300), conservata al Museo Civico d'Arte Antica di Torino.

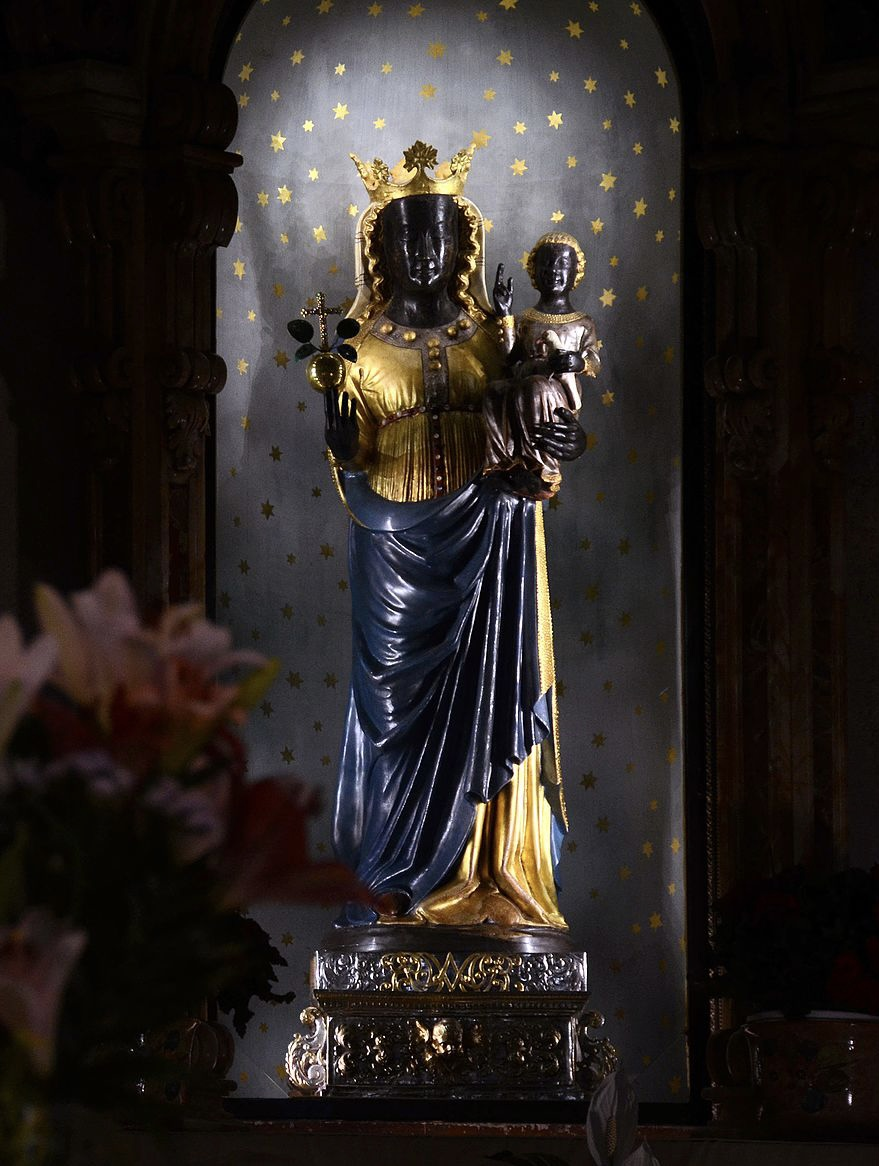
Santuario di Oropa, Madonna nera

Una delle sue opere più famose è la statua della Madonna Nera del Santuario di Oropa, realizzata intorno al 1295 su commissione dell'allora vescovo di Vercelli Aimone di Challant, alla cui realizzazione deve il nome con cui è conosciuto. 
Alla sua bottega, attiva ad Aosta tra la fine del XIII secolo e gli inizi del XIV secolo, sono attribuiti una serie di crocifissi e sculture sacre in stile gotico destinate a chiese e cappelle valdostane e piemontesi. Tra di essi il crocifisso della cappella del Castello di Fénis, il crocifisso chiamato Saint Voult un tempo collocato sotto l'Arco di Augusto ad Aosta (oggi sostituito da una copia mentre l'originale è conservato nel Museo del tesoro della cattedrale di Aosta), il crocifisso della parrocchiale di Valpelline conservato anch'esso nel Museo della Cattedrale e i crocifissi delle Carceri di Aosta.